# Zasłonak odrażający

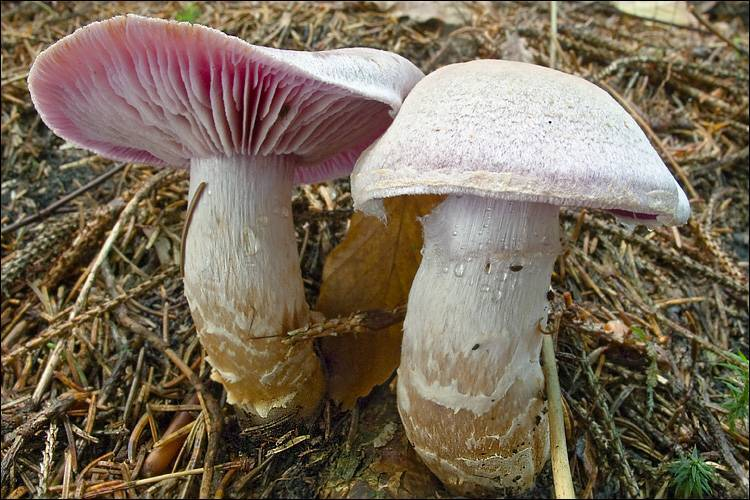

Zasłonak odrażający (Cortinarius camphoratus (Fr.) Fr.) – gatunek grzybów należący do rodziny zasłonakowatych (Cortinariaceae).

## Systematyka i nazewnictwo
Pozycja w klasyfikacji według Index Fungorum: Cortinarius, Cortinariaceae, Agaricales, Agaricomycetidae, Agaricomycetes, Agaricomycotina, Basidiomycota, Fungi.
Synonimów ma kilkanaście. Niektóre z nich:
- Cortinarius camphoratus subsp. lutescens Rob. Henry 1981
- Cortinarius camphoratus var. brunneotinctus Moënne-Locc. 2002
- Cortinarius camphoratus var. mediosporus Bidaud 2002
- Cortinarius hircinus var. hydrophilus Moënne-Locc. 2002

Nazwę polską nadał Andrzej Nespiak w 1981 r., Stanisław Domański opisywał ten gatunek pod nazwą flegmiak kamforowy.

## Morfologia
Kapelusz
Średnica 4–10 cm, kształt u młodych owocników wypukły z podwiniętym brzegiem, potem płaskowypukły. Powierzchnia jasnoochrowa lub liliowa, drobnowłóknista, u starszych owocników środek kapelusza gładki, złotoochrowy i lśniący.
Blaszki
Początkowo bladoliliowe, potem od zarodników rdzawe.
Trzon
Wysokość 5–10 cm, grubość 1–2 cm, początkowo beczułkowaty, potem cylindryczny, pełny. Tej samej barwy co kapelusz. Poniżej strefy pierścieniowej pokryty jest drobnymi, podłużnymi włókienkami. Powierzchnia fioletowa lub brązowa, pokryta białymi włókienkami.
Miąższ
Liliowy. Ma zapach przez różnych ludzi określany jako zapach kamfory, dojrzałego koziego sera, gnijących ziemniaków lub spoconych stóp. Smak niewyraźny.
Zarodniki
Elipsoidalne, drobnobrodawkowate, 9–11 × 5–6 μm. Wysyp zarodników brązowordzawy.
Gatunki podobne
Zasłonak wonny (Cortinarius traganus) ma silniej liliowy kolor, młode blaszki ochrowe, a miąższ trzonu z czerwonymi plamami.

## Występowanie i siedlisko
Znane jest występowanie tego gatunku w Ameryce Północnej i Europie. W Europie jest dość szeroko rozprzestrzeniony. Na terenie Polski w piśmiennictwie naukowym do 2003 r. podano 6 stanowisk.
Grzyb mykoryzowy rosnący na ziemi, w lasach iglastych i mieszanych, zwłaszcza na glebach kwaśnych pod świerkami i jodłami.